# Подскварне
Подскварне (пол. Podskwarne) — село в Польщі, у гміні Цеґлув Мінського повіту Мазовецького воєводства.
Населення — 167 осіб (2011).
У 1975-1998 роках село належало до Седлецького воєводства.

## Демографія
Демографічна структура станом на 31 березня 2011 року:
|          | Загалом | Допрацездатний вік | Працездатний вік | Постпрацездатний вік |
| -------- | ------- | ------------------ | ---------------- | -------------------- |
| Чоловіки | 86      | 12                 | 59               | 15                   |
| Жінки    | 81      | 13                 | 44               | 24                   |
| Разом    | 167     | 25                 | 103              | 39                   |